# Ugetchi
Ugetchi ou Ökätchi, était un roi des Kergüd (Kirghizes) à la fin du XIVe siècle, brièvement maître de la Mongolie de 1399 à 1403/4. 

## Biographie
À cette époque les Kirghizes vivent le long du haut Ienisseï, jusqu’au lac Khövsgöl. Ugetchi se révolte contre le grand-khan khoubilaïde Elbek, qui est détrôné et tué en 1399, et établit son hégémonie sur les Mongols. Il s’empare de Karakorum et du pouvoir central. L'empereur Ming Yongle le reconnait comme khan. Peu de temps après son avènement, il est vaincu par deux seigneurs révoltés contre son pouvoir, Arouktaï, roi des Asod (Alains), et Ma-ha-mou, roi des Oïrats. Son fils Essekü aurait maintenu jusqu’à sa mort en 1425 ses prétentions au khanat suprême.

## Sources
- René Grousset, L’empire des steppes, Attila, Gengis-Khan, Tamerlan, Paris, Payot, 1938, quatrième édition, 1965, (.pdf) 669 (présentation en ligne, lire en ligne)